# Slobodo-Turinskij rajon
Lo Slobodo-Turinskij rajon (in russo Слободо-Туринский район?) è un distretto (rajon) e una formazione municipale (municipal'nyj rajon) nell'oblast' di Sverdlovsk, in Russia. Il centro amministrativo è il villaggio di Turinskaja Sloboda. 
Il principale fiume del territorio è il Tura, che è anche il fiume più lungo della regione di Sverdlovsk; seguono il Nica e il Tegen', suoi affluenti.